# Danh sách tập truyện Fairy Tail (31–45)
| 1. "Sabertooth" (剣咬の虎（セイバートゥース） Seibātūsu) 2. "Poluchka" (ポーリュシカ Pōryushika) 3. "And Now We Will Aim for the Top" (そしてオレたちは頂上を目指す Soshite Ore-tachi wa Chōjō o Mezasu) 4. "The One Magic" (一なる魔法 Ichinaru Mahō) 5. "Song of the Stars" (星々の歌 Hoshiboshi no Uta) | 1. "Crime Sorcière" (魔女の罪（クリムソルシエール） Kurimu Sorushiēru) 2. "Just Enough Time to Pass By Each Other" (すれ違った時間の分だけ Surechigatta Jikan no Bun dake) 3. "Blooming Capital: Crocus" (花咲く都・クロッカス Hanasaku Miyako Kurokkasu) 4. "Sky Labyrinth" (空中迷宮（スカイラビリンス） Sukai Rabirinsu) |

| 1. "New Guild" (新規ギルド Shinki Girudo) 2. "The B-Team" (特攻野郎Bチーム Tokkō Yarō Bī-Chīmu) 3. "Disappear into the Stillness" (消えよ 静寂の中に Kieyo, Shijima no Naka ni) 4. "In the Night of Falling Stars" (星降ル夜ニ Hoshi Furu Yoru ni) | 1. "Lucy vs. Flare" (ルーシィ vs. フレア Rūshi vs. Furea) 2. "The Noble Loser" (気高き敗北者 Kedakaki Haibokusha) 3. "Orga the Black Lightning" (黒雷のオルガ Kurorai no Oruga) 4. "Bad Omen" (凶瑞 Kyōzui) |

| 1. "Drunken Hawk" (酔いの鷹 Yoi no Taka) 2. "Chariot" (戦車（チャリオット） Chariotto) 3. "Sock" (くつ下 Kutsushita) 4. "Elfman vs. Bacchus" (エルフマン vs. バッカス Erufuman vs. Bakkasu) | 1. "Gate Hidden in the Dark" (暗闇に潜む扉 Kuroyami ni Hisomu Tobira) 2. "Kagura vs. Yukino" (カグラ vs. ユキノ) 3. "Malice Is Hidden in the Veil of Night" (怨みは夜の帳に包まれて Urami wa Yoru no Tobari ni Tsutsumarete) 4. "Ten Keys and Two Keys" (十の鍵と二の鍵 Jū no Kagi to Ni no Kagi) |

| 1. "Natsu vs. Sabertooth" (ナツ vs. 剣咬の虎（セイバートゥース） Natsu vs. Seibātūsu) 2. "Pandemonium" (伏魔殿（パンデモニウム） Pandemoniumu) 3. "MPF" () 4. "Laxus vs. Alexei" (ラクサス vs. アレクセイ Rakusasu vs. Arekusei) 5. "True Family" (本当の家族 Hontō no Kazoku) | 1. "Wendy vs. Cheria" (ウェンディ vs. シェリア Wendi vs. Sheria) 2. "Small Fists" (小さな拳 Chiisana Kobushi) 3. "Feelings Cross in the Night" (想いが交差する夜 Omoi ga Kōsa suru Yoru) 4. "Naval Battle" (海戦（ナバルバトル） Nabaru Batoru) |

| 1. "Feelings Become One" (想いを一つに Omoi o Hitotsu ni) 2. "The Perfume Dedicated to You" (君に捧げる香り（パルファム） Kimi ni Sasageru Parufamu) 3. "Battle of Dragon Slayers" (バトル・オブ・ドラゴンスレイヤー Batoru obu Doragon Sureiyā) 4. "Sting and Lecter" (スティングとレクター Sutingu to Rekutā) | 1. "Natsu vs. Twin Dragons" (ナツ vs. 双竜 Natsu vs. Sōryū) 2. "The Face of the Girl I Saw That Time" (その時見た少女の顔は Sono Toki Mita Shōjo no Kao wa) 3. "The Heart-Pounding Ryuzetsu Land" (ドキドキ・リュウゼツランド Dokidoki Ryūzetsu Rando) 4. "A Solitary Journey" (一人旅 Hitoritabi) |

| 1. "The Place Where the Dragons' Souls Sleep" (竜の魂 眠る場所 Ryū no Tamashii, Nemuru Basho) 2. "The Dragon King" (竜の王 Ryū no Ō) 3. "The Eclipse Project" (エクリプス計画 Ekuripusu Keikaku) 4. "Two-Front War" (二正面作戦 Nishōmen Sakusen) 5. "Grand Magic Games" (大魔闘演武 Daimatōenbu) | 1. "Fairy Strategist" (妖精軍師 Yōsei Gunshi) 2. "Gray vs. Rufus" (グレイ vs. ルーファス Gurei vs. Rūfasu) 3. "Order of the Hungry Wolf" (餓狼騎士団 Garō Kishidan) 4. "Fairy Tail vs. Executioners" (FT（フェアリーテイル） vs. 処刑人 Fearī Teiru vs. Shokeinin) |

| 1. "The Burning Earth" (燃える大地 Moeru Daichi) 2. "The Place Where We Are" (オレたちのいる国 Ore-tachi no Iru Basho) 3. "The Land of Until Tomorrow" (明日までの国 Ashita made no Kuni) 4. "Threesomes" () 5. "The King's Script" (王者のシナリオ Ōja no Shinario) | 1. "Erza vs. Kagura" (エルザ vs. カグラ Eruza vs. Kagura) 2. "Rosemary" (ローズマリー Rōzumarī) 3. "A Future Hurrying Towards Despair" (絶望へ加速する未来 Zetsubō e Kasoku suru Mirai) 4. "Frog" (カエル Kaeru) |

| 1. "Gajeel vs. Rogue" (ガジル vs. ローグ Gajiru vs. Rōgu) 2. "White Knight" (白き騎士 Shiroki Kishi) 3. "Attacking Lightning" (激雷 Gekirai) 4. "Laxus vs. Jura" (ラクサス vs. ジュラ Rakusasu vs. Jura) | 1. "Gloria" () 2. "The Shadow: There and Back Again" (ゆきて帰りし影 Yukite Kaerishi Kage) 3. "One Who Would Close the Door" (扉を閉める者 Tobira o Shimeru Mono) 4. "Solidarity!!!!" (団結!!!! Danketsu!!!!) |

| 1. "Natsu vs. Rogue" (ナツ vs. ローグ Natsu vs. Rōgu) 2. "Live On for Her" (あたしの分まで Atashi no Bun made) 3. "Zodiac" (ゾディアック Zodiakku) 4. "Seven Dragons" (SEVEN DRAGON) 5. "The Magic of Zirconis" (ジルコニスの魔法 Jirukonisu no Mahō) | 1. "Natsu's Plan" (ナツの作戦 Natsu no Sakusen) 2. "Firebird" (ファイアバード Faiabādo) 3. "Man & Man, Dragon & Dragon, Man & Dragon" (人と人、竜と竜、人と竜 Hito to Hito, Ryū to Ryū, Hito to Ryū) 4. "Sin and Sacrifice" (罪と犠牲 Tsumi to Gisei) 5. "Time of Life" (命の時間 Inochi no Jikan) |

| 1. "I'll Give Today All I've Got" (今日を全力で生きる為に Kyō o Zenryoku de Ikiru Tameni) 2. "The Golden Grasslands" (黄金の草原 Ōgon no Sōgen) 3. "The Grand Ball Games" (大舞踊演舞 Daibuyōenbu) 4. "Drops of Time" (星霜の雫 Seisō no Shizuku) 5. "Delivery" (贈り物 Okurimono) | 1. "The Morning of a New Adventure" (新たな冒険の朝 Aratana Bōken no Asa) 2. "Warrod Sequen" (ウォーロッド・シーケン Wōroddo Shīken) 3. "Treasure Hunters" (トレジャーハンター Torejā Hantā) 4. "Wizards vs. Hunters" (魔導士 vs. ハンター Madōshi vs. Hantā) |

| 1. "Somebody's Voice" (誰かの声 Dareka no Koe) 2. "The Way of Devolution" (退化ノ法 Taika no Hō) 3. "The Great Charge of the Red, the Blue, and the Blondie" (赤・青・金髪 大激闘 Aka, Ao, Kinpatsu: Daigekitō) 4. "The Devil Returns" (悪魔回帰 Akuma Kaiki) 5. "The Demon Doriath" (悪魔のドリアーテ Akuma no Doriāte) | 1. "Gray vs. Doriath" (グレイ vs. ドリアーテ Gurei vs. Doriāte) 2. "Eternal Flame" (永遠の炎 Eien no Honō) 3. "Voice of the Flame" (炎の声 Honō no Koe) 4. "Demon Exorcist" (悪魔祓い Akuma Harai) |

| 1. "Kyôka" (キョウカ) 2. "Song of the Fairies" () 3. "Tartaros Arc Prologue" (冥府の門編【序章】 Tarutarosu-hen (Joshō)) 4. "The Nine Demon Gates" (九鬼門 Kyūkimon) | 1. "The Devil Particles" (魔障粒子 Mashō Ryūshi) 2. "Fairies vs. The Underworld" (妖精 対 冥府 Yōsei tai Meifu) 3. "The White Inheritance" (白き遺産 Shiroki Isan) 4. "Two Bombs" (二つの爆弾 Futatsu no Bakudan) |

| 1. "Natsu vs. Jackal" (ナツ vs. ジャッカル Natsu vs. Jakkaru) 2. "Stories That Demons Read" (悪魔の詠む物語 Akuma no Yomu Monogatari) 3. "Tartaros Arc, Part 1: Immorality and Sinners" (冥府の門編【一章：背徳と罪人】 Tarutarosu-hen (Isshō: Haitoku to Zainin)) 4. "Fairy in the Jail" () | 1. "1,000 Souls" (魂1000個 Tamashii Issen-ko) 2. "Jellal vs. Oración Seis" (ジェラール vs. 六魔将軍 Jerāru vs. Orashion Seisu) 3. "The Third Ward" (3つ目の封印 Mittsume no Fūin) 4. "Where Prayers Go" (祈りが届く場所 Inori ga Todoku Basho) |

| 1. "The Reincarnated Devil" (悪魔転生 Akuma Tensei) 2. "Tartaros Arc, Part 2: Song of the Sky Dragon" (冥府の門編【二章：天竜の歌】 Tarutarosu-hen (Nishō: Tenryū no Uta)) 3. "Breakthrough" (突破口 Toppakō) 4. "To Kill or Let Live" (生かすか殺すか Ikasu ka Korosu ka) 5. "Revolution" (レボリューション Reboryūshon) | 1. "Herculean Madness" (怪力乱神 Kairyoku Ranshin) 2. "Wendy vs. Ezel" (ウェンディ vs. エゼル Wendi vs. Ezeru) 3. "The Sky Dragon's Rage" (天竜の逆鱗 Tenryū no Gekirin) 4. "Friends Forever" (ずっと友達で Zutto Tomodachi de) |

| 1. "Tartaros Arc, Part 3: Underworld King" (冥府の門編【三章：冥王】 Tarutarosu-hen (Sanshō: Meiō)) 2. "Hell's Core" (ヘルズ・コア Heruzu Koa) 3. "The House Where Demons Dwell" (悪魔の住む家 Akuma no Sumu Ie) 4. "Alegria" (アレグリア Areguria) | 1. "Wave Rider Lucy" (波乗りルーシィ Naminori Rūshii) 2. "Attack of the Celestials" (星々の一撃 Hoshiboshi no Ichigeki) 3. "The Celestial King vs. the Underworld King" (星霊王 vs. 冥王 Seireiō vs. Meiō) 4. "Galaxia Blade" (ギャラクシア ブレイド Gyarakushia Bureido) |